# قدرت شاهین
قدرت شاهین (به انگلیسی: Falcon Rising) یک فیلم ویدئویی اکشن و ماجراجویانه آمریکایی به کارگردانی ارنی بارباراش با بازی مایکل جای وایت است. این فیلم در ۲۷ اکتبر ۲۰۱۴ در قالب دی‌وی‌دی و دیسک بلو-ری عرضه شد.

## بازیگران
- مایکل جای وایت … جان فالکون چپمن
- نیال مک‌دوناف … منی ریدلی
- لیلا علی … سندی چپمن
- جیمی ناوارو … تیاگو سانتو
- میلر روپرتو … کاتارینا دا سیلوا
- لطیف کراودر داس سنتز … کارلو بورورو
- ماساشی اوداته … هیریموتو
- هاکوکی کاتو … تومو

## انتشار
فیلم قدرت شاهین در تاریخ ۴ سپتامبر ۲۰۱۴ در سیستم عامل‌های ویدئو هنگام درخواست منتشر شد و در تاریخ ۵ سپتامبر ۲۰۱۴ در ۱۰ نمایشگاه در آمریکای شمالی پخش شد. این فیلم در هفته نخست خود ۸٬۶۹۱ دلار فروش کرد و در پایان اکران خود به ۱۱٬۷۷۴ دلار رسید.